# 塔胞藻纲
塔胞藻纲（学名：Pyramimonadophyceae）为绿藻门的一个纲。此科的模式目为塔胞藻目(Pyramimonadales)。

## 下级分类
本纲包括以下目：
- Palmophyllales
- Prasinococcales
- Pseudoscourfieldiales
- 塔胞藻目 Pyramimonadales